# IC 5312
IC 5312 ist eine Spiralgalaxie vom Hubble-Typ Sb im Sternbild Pegasus am Nordsternhimmel.
Das Objekt wurde am 3. November 1896 von Stéphane Javelle entdeckt.